# 렉스 일리오르
렉스 일리오르(Rex iunior) 혹은 렉스 루니오르는 헝가리 왕국에서 왕세자에게 내리는 칭호이다. 렉스(Rex)는 라틴어로 왕을 의미하며, 루니오르(Iunior)는 영어의 주니어(Junior)이다. 벨러 1세가 처음으로 받은 것으로 알려져있다. 자세한 내용은 (en:벨러 4세)과 (en:이슈트반 5세)를 참조하라.